# 日本リハビリテーション専門学校
日本リハビリテーション専門学校（にほんりはびりてーしょんせんもんがっこう）とは、東京都豊島区にある理学療法士、作業療法士を養成する専門学校である。東京都知事認可、厚生労働省指定養成施設である。運営は学校法人敬心学園である。

## 概要
人間性豊かな理学療法士・作業療法士を育成している。実習時間は厚生労働省の基準を大きく上回る1125時間（810時間／厚労省基準）実習を実施。
国家試験対策は、特別集中講義や学内模試などを実施。開校からの国家試験平均合格率は、作業療法学科91％、理学療法学科92％を誇る。

## 沿革
- 1997年1月　　第一校舎完成（豊島区高田3-6-18）
- 1997年4月　　理学療法士・作業療法士養成施設設立認可を受ける（4年課程）。「日本リハビリテーション専門学院」設置
- 1997年4月　　理学療法学科昼間部（定員40名）。作業療法学科夜間部（定員40名）開設
- 1998年4月　　学校教育法第82条専修学校認可のもと、「日本リハビリテーション専門学校」と改称
- 2000年3月　　第二校舎設置（豊島区高田3-19-12）
- 2000年4月　　理学療法学科夜間部（定員35名）、作業療法学科昼間部（定員35名）学科増設の認可を受ける
- 2006年3月　　理学療法学科昼間部　高度専門士称号付与、作業療法学科昼間部　高度専門士称号付与
- 2008年4月　　理学療法学科夜間部　定員35名から40名へ変更、作業療法学科夜間部　定員40名から35名へ変更
- 2010年3月　　理学療法学科夜間部　高度専門士称号付与、作業療法学科夜間部　高度専門士称号付与
- 2014年3月　文部科学大臣により、「理学療法学科昼間部・夜間部」「作業療法学科昼間部・夜間部」が職業実践専門課程として認定される
- 2022年4月　　理学療法学科昼間部　定員40名から80名へ変更 第三校舎設置（東京都新宿区高田馬場2－14－5）

## 設置学科
いずれも４年課程。職業実践専門課程認可
- 理学療法学科昼間部
- 理学療法学科夜間部
- 作業療法学科昼間部
- 作業療法学科夜間部

## 取得可能な資格
- 理学療法士
- 作業療法士

## 所在地
東京都豊島区高田3-6-18

## 最寄駅
- JR線・東京メトロ東西線・西武新宿線「高田馬場駅」早稲田口より　徒歩7分
- 東京メトロ東西線「高田馬場駅」7番出口より　徒歩5分
- 東京メトロ副都心線「西早稲田駅」2番出口より　徒歩13分

## グループ校
- 日本福祉教育専門学校
- 日本児童教育専門学校
- 日本医学柔整鍼灸専門学校
- 東京保健医療専門職大学
- 学校法人敬心学園